# Andrea Denegri
Andrea Denegri (Alessandria, 7 agosto 1969) è un disegnatore e sceneggiatore italiano.

## Biografia
Dopo la laurea in Architettura si diploma presso la Scuola del Fumetto di Milano. Tra le principali collaborazioni: Panini come illustratore, sceneggiatore e creativo, Walt Disney Italia, sceneggiando storie per Topolino e collaborando con lo sceneggiatore Alberto Savini alla realizzazione della rivista Rom PK, Warner Bros. (Looney Tunes, Tom & Jerry, Flintstones) per Panini, Play Press e per il mercato americano. Ha disegnato e sceneggiato per la rivista a fumetti Prezzemolo, della Gaghi Editrice di Milano. Con Edizioni Piemme Junior trattando in particolare le produzioni legate a Geronimo Stilton come disegnatore e sceneggiatore.

## Premi e riconoscimenti
Vincitore del Primo Premio "Concorso Nazionale per giovani fumettisti", indetto nel 1993 dalla Scuola Internazionale di Comics, a Roma.